# (11866) 1989 SL12
(11866) 1989 SL12 là một tiểu hành tinh vành đai chính. Nó được phát hiện bởi Henri Debehogne ở Đài thiên văn La Silla ở Chile ngày 30 tháng 9 năm 1989.